# 霍斯金斯 (堪薩斯州)
霍斯金斯（英語：Hoskins）是位於美國堪薩斯州魯克斯縣的一個鬼鎮。

## 歷史
霍斯金斯的郵政局於1880年設立，直到1888年結束營運。現時霍斯金斯已沒有任何遺址。

## 地理
霍斯金斯所處的海拔為高於海平面647米（即2123英呎），而該地所採用的時區為UTC-6，即北美中部時區（CST）。同時該地設有夏令時間，為UTC-6調快一小時，即UTC-5（CDT）。